# Pesteriovo
Pesteriovo (en rus: Пестерёво) és un poble de la República de Buriàtia, a Rússia, segons el cens del 2010 tenia 448 habitants.